# كريكيون فلانجاني
كريكيون فلانجاني (الاسم العلمي:Corycium flanaganii) هو نوع من النباتات يتبع جنس الكريكيون من الفصيلة السحلبية.